# Reliktfluga
Reliktfluga (Pseudopomyza atrimana) är en tvåvingeart som först beskrevs av Johann Wilhelm Meigen 1830. Enligt Catalogue of Life ingår reliktfluga i släktet Pseudopomyza och familjen Cypselosomatidae, men enligt Dyntaxa är tillhörigheten istället släktet Pseudopomyza och familjen reliktflugor. Enligt den svenska rödlistan är arten sårbar i Sverige. Arten förekommer i Götaland, Svealand och Övre Norrland. Artens livsmiljö är skogslandskap. Inga underarter finns listade i Catalogue of Life.